# ژوسف نورکیچ
ژوسف نورکیچ (انگلیسی: Jusuf Nurkić؛ زادهٔ ۲۳ اوت ۱۹۹۴) بازیکن بسکتبال اهل بوسنی و هرزگوین است.
از باشگاه‌هایی که در آن بازی کرده‌است می‌توان به پورتلند تریل بلیزرز و دنور ناگتس اشاره کرد.